# Serafin Fanko
Serafin Fanko (ur. 24 maja 1937 we Szkodrze, zm. 29 września 2012 w Tiranie) – albański aktor i reżyser. 

## Życiorys
W latach 1959-1960 studiował w Akademii Sztuk Pięknych w Pradze. W 1963 ukończył studia na wydziale aktorskim Instytutu Sztuk w Tiranie. W 1964 rozpoczął pracę jako aktor w teatrze im. Migjeniego w Szkodrze. Pod koniec lat 70. założył Teatr Poezji, działający przy scenie szkoderskiej.
Na dużym ekranie zadebiutował rolą agenta Clarka w filmie fabularnym Fije që priten. Zagrał potem jeszcze dziewięć ról filmowych. W latach 90. poświęcił się reżyserii teatralnej.
Przez władze Albanii został uhonorowany tytułem Artysty Ludu (alb. Artist i Popullit). Imię Fanko nosi jedna z ulic w Szkodrze.

## Role filmowe
- 1976: Fije që priten jako Clark
- 1977: Gunat mbi tela jako Heliot
- 1977: Shembja e idhujve jako ksiądz Engjelli
- 1978: Yjet mbi Drin jako Lulezim
- 1979: Emblema e dikurshme jako inżynier Bardhyl
- 1979: Ditë, që sollën pranverën jako Cubeli
- 1981: Qortimet e vjeshtës jako profesor Sami
- 1984: Vendimi jako Filip
- 1988: Pranvera s'erdhi vetem jako profesor